# Front zachodni (I wojna światowa)
Front zachodni – wraz z wybuchem I wojny światowej w 1914 roku, niemiecka armia jako pierwsza utworzyła front zachodni atakując neutralny Luksemburg oraz neutralną Belgię, następnie przejmując kontrolę nad ważnymi okręgami przemysłowymi w północnej Francji. Niemieckie postępy na froncie zostały dramatycznie zatrzymane na skutek bitwy nad Marną. W rezultacie obie strony osadziły się w wzdłuż meandrujących linii ufortyfikowanych okopów, ciągnących się od Morza Północnego do granicy szwajcarsko–francuskiej. Linia ta w zasadzie nie ulegała większym zmianom przez większość czasu trwania działań wojennych.
Pomiędzy rokiem 1915 a 1917, na froncie tym przeprowadzono wiele wielkich ofensyw, z użyciem zmasowanego ognia artyleryjskiego i szturmów piechoty na dużą skalę. Jednakże, kombinacje okopów, gniazd karabinów maszynowych, drutów kolczastych i artylerii, wciąż na nowo powodowały ciężkie straty zarówno strony atakującej, jak i wśród kontratakujących obrońców. W rezultacie, nie poczyniono żadnych znaczących postępów.
W związku z próbami przełamania impasu na froncie, wprowadzono i użyto po raz pierwszy wiele nowych rodzajów broni, takich jak gazy bojowe, samoloty i czołgi. Ale tylko za sprawą wprowadzania nowych rodzajów taktyki odzyskany został pewien stopień mobilności.
Pomimo generalnej stagnacji jaka miała miejsce na froncie, okazał się on decydującym. Nieubłagany postęp armii państw Ententy w 1918 roku uświadomił niemieckiemu dowództwu że porażka jest nieuchronna, a rząd niemiecki zmuszony był prosić o warunki zawieszenia broni.

Plakat mobilizacyjny z Francji, 1 sierpnia 1914

## Rok 1914 – niemiecka inwazja na Francję i Belgię
Na początku działań wojennych pierwszej wojny światowej, niemiecka armia (składająca się na zachodzie z siedmiu armii polowych) wykonała zmodyfikowaną wersję planu Schlieffena, opracowanego do szybkiego zaatakowania Francji poprzez terytorium neutralnej Belgii (w celu uniknięcia przedzierania się przez silne umocnienia graniczne – System Séré de Rivières’a, zbudowany przez Francuzów na granicy z Niemcami pod koniec XIX wieku), a następnie skręceniu na południe w celu okrążenia wojsk francuskich na granicy niemieckiej. Armie pod dowództwem niemieckich generałów Alexandra von Klucka oraz Karla von Bülowa zaatakowały Belgię 4 sierpnia 1914 roku. Luksemburg został zajęty bez stawiania oporu w dniu 2 sierpnia. Pierwszą bitwą na terenie Belgii było oblężenie miasta Liège, które trwało od 5 do 16 sierpnia. Liège było dobrze ufortyfikowane i zaskoczyło niemiecką armię von Bülowa swoim stopniem oporu. Jednakże, niemiecka ciężka artyleria zdołała zniszczyć kluczowe elementy belgijskich fortyfikacji w przeciągu kilku dni. Wraz z upadkiem Liège, większość belgijskiej armii wycofała się do Antwerpii i Namur. Jakkolwiek niemiecka armia ominęła Antwerpię, to belgijska armia zgrupowana w tym mieście pozostawała zagrożeniem dla ich skrzydła. Następnie oblegano miasto Namur w dniach 20–23 sierpnia.
Z kolei Francuzi posiadali pięć armii rozlokowanych na swojej granicy. Przedwojenny plan francuskiej ofensywy, tzw. Plan XVII, polegał na zajęciu Alzacji-Lotaryngii od razu po rozpoczęciu działań wojennych. W dniu 7 sierpnia VII Korpus zaatakował Alzację w celu zajęcia Miluzy i Colmar. Główna ofensywa rozpoczęła się 14 sierpnia, kiedy to 1 i 2 armia zaatakowały nieodległy Sarrebourg-Morhange w Lotaryngii. Zgodnie z założeniami Planu Schlieffena, Niemcy cofali się powoli zadając poważne straty Francuzom. 3 i 4 armia francuska posuwały się naprzód w kierunku rzeki Saara z zamiarem zajęcia Saarburgu. Zdołały zaatakować Briey i Neufchateau nim zostały zmuszone do odwrotu. Francuski VII Korpus, po krótkiej walce, 7 sierpnia zajął Miluzę, lecz niemieckie oddziały rezerwowe w wyniku przeprowadzonego kontrnatarcia w dniach 7-10 sierpnia (bitwa pod Mülhausen) zmusiły Francuzów do wycofania się.

## Rok 1915 – patowa sytuacja na froncie
Pomiędzy wybrzeżem a Wogezami znajdowało się wybrzuszenie linii frontu, które nosiło nazwę Noyon, od zdobytego tam przez Niemców miasta. Był to najdalszy punkt zasięgu wojsk cesarskich w pobliżu Compiègne. Plan opracowany przez Joffre'a przewidywał uderzenie w to najsłabsze miejsce z obydwu skrzydeł i odcięcie. Brytyjczycy mieli nacierać z północy i posuwać się w kierunku na Artois, podczas gdy Francuzi mieli zaatakować Szampanię.
19 stycznia odbył się pierwszy nalot bombowy niemieckich sterowców na Wielką Brytanię.
10 marca w akcji będącej częścią większej ofensywy w obszarze Artois, armia brytyjska uderzyła na Neuve Chapelle próbując zdobyć wzniesienie Aubers. Atak wykonywały 4 dywizje na froncie o szerokości 3 km. Poprzedził go gwałtowny ostrzał artyleryjski trwający ponad pół godziny. Pierwsze uderzenie osiągnęło duże sukcesy i zdobyło wioskę w przeciągu 4 godzin. Jednak natarcie zostało spowolnione ze względu na problemy z komunikacją i z zaopatrzeniem. To dało Niemcom czas na ściągnięcie rezerw i wykonanie kontrataku, dzięki któremu udało się zapobiec zdobyciu wzgórza Aubers. Gen. John French winił za niepowodzenie operacji braki w zaopatrzeniu w amunicję artyleryjską (mimo tego, że Brytyjczycy zużyli tylko jedną trzecią wszystkich pocisków, a początkowy atak zakończył się sukcesem).
Niemcy starali się utrzymać niezmienioną sytuacją na froncie i jednocześnie przygotowywali ofensywę w rejonie miasta Ieper, które Brytyjczycy zdobyli w listopadzie 1914 w czasie pierwszej bitwy w tym rejonie (zob. I bitwa pod Ypres). Uderzenie to miało na celu odwrócenie uwagi od głównego ataku, który miał zostać wykonany na froncie wschodnim oraz przeszkodzenie wprowadzeniu w życie planów francusko-brytyjskich, a także przetestowanie nowej broni. Po dwudniowym bombardowaniu, 22 kwietnia 1915 wojska niemieckie wypuściły gaz chlorowy, który został zaniesiony z wiatrem nad okopy brytyjskie. Zielono-żółta chmura zaczęła dusić obrońców; jednostki tyłowe rzuciły się do panicznej ucieczki, co spowodowało wytworzenie się 3-kilometrowej luki w liniach alianckich. Jednak Niemcy nie mieli wystarczających sił, aby wykorzystać okazję. Szybko przerzuceni w ten rejon Kanadyjczycy opanowali sytuację i zahamowali postępy przeciwnika. Ta bitwa była pierwszym użyciem na masową skalę gazów bojowych (Niemcy użyli 168 ton trujących substancji tylko w tym konkretnym przypadku), które spowodowały śmierć 5 tys. ludzi.
Atak chemiczny został powtórzony dwa dni później i spowodował cofnięcie się linii alianckiej o 2 km. Ale i ta okazja nie została wykorzystana. Później alianci nie dali się już zaskoczyć. Nowe metody obronne przeciwko atakom chemicznym zostały z powodzeniem zastosowane 27 kwietnia, 40 km na południe od Ieper w bitwie pod Hulluch, gdzie 16. irlandzka dywizja piechoty wytrwała na swoich pozycjach pomimo oparów gazu.
Na jesieni 1915 na niebie nad polami bitew coraz częściej zaczęły się pojawiać się samoloty. Alianci samoloty niemieckie zwali „Plagą Fokkera”; alianckie zwiadowcze dwupłaty zostały prawie wyparte przez siły przeciwnika. Do tej pory samoloty były głównie używane do obserwacji i fotografowania pozycji nieprzyjacielskich; teraz myśliwce niemieckie zdobyły ogromną przewagę nad maszynami brytyjskimi i francuskimi, bo mogły strzelać z karabinów maszynowych umieszczanych najpierw za stanowiskiem drugiego pilota, następnie zaś za śmigłem.
We wrześniu 1915 alianci przeprowadzili nową ofensywę, w której Francuzi zaatakowali w Szampanii, a Brytyjczycy w Loos. Oddziały francuskie spędziły całe lato na przygotowaniach do ataku, przy czym Brytyjczycy, aby zwolnić większą liczbę francuskich wojsk, obsadzili dłuższy odcinek frontu. Ostrzał artyleryjski pozycji niemieckich był prowadzony według zdjęć z rozpoznania lotniczego i rozpoczął się 22 września. Główne uderzenie zostało przeprowadzone 25 września. Na początku czyniono duże postępy, ale Niemcy przewidywali możliwość takiego ataku i dobrze się do niego przygotowali; za główną linią okopów zbudowali dodatkowe pozycje obronne sięgające nawet 3 km w głąb. To pozwoliło im na powstrzymanie Francuzów, którzy próbowali ponawiać natarcia aż do listopada.
25 września zostało przeprowadzone natarcie brytyjskie na Loos, mające jedynie na celu wsparcie głównego uderzenia francuskiego. Atak ten został poprzedzony czterodniowym przygotowaniem artyleryjskim, w czasie którego wystrzelono 250 tys. pocisków oraz ponad 5 tys. pojemników z gazem chlorowym. Główne siły uderzenia stanowiły 2 korpusy ponadto dwa dodatkowe korpusy przeprowadzały ataki pozorujące na Ieper. Brytyjczycy ponieśli tu bardzo ciężkie straty, głównie w wyniku ognia karabinów maszynowych i osiągnęli bardzo małe postępy. Nowe natarcie poprowadzone 13 października przyniosło już zdecydowanie lepsze efekty.

## Rok 1916 – wojna na wyczerpanie
Niemiecki szef sztabu – Erich von Falkenhayn twierdził, że przełamanie linii frontu jest niemożliwe, ale uważał, że jeżeli Francuzi w dalszym ciągu będą ponosić tak olbrzymie straty, to może to doprowadzić do całkowitego ich wyczerpania i kapitulacji. Wychodząc z takiego założenia podjął dwie decyzje: pierwsza dotyczyła nieograniczonej wojny podwodnej, a druga zadawania jak największych strat aliantom bez osiągania wyższych celów strategicznych. Zamierzał przeprowadzić atak, który miał spowodować jak największe ubytki w oddziałach francuskich; celem były pozycje, z których Francuzi nie mogli ustąpić ze względu na ich ważne znaczenie strategiczne i prestiżowe, co miało sprawić, że armia francuska – z braku możliwości odwrotu – znajdzie się w pułapce. Wszystkie kryteria spełniało Verdun, ważna twierdza, otoczona pierścieniem fortów, leżąca blisko linii niemieckich i chroniąca bezpośrednią drogę do Paryża. Operacja niemiecka nosiła kryptonim Gericht (niem. sąd).
Falkenhayn ograniczył pas natarcia do 4–6 km, aby skoncentrować w tym miejscu jak największą siłę ognia i zapobiec przełamaniu linii niemieckich przez ewentualną kontrofensywę. Utrzymywano także ścisłą kontrolę nad rezerwami, które były zgromadzone w takiej liczbie, aby cały czas podtrzymywać atak. Podczas przygotowania uderzenia, stosunkowo dużą rolę odegrało lotnictwo niemieckie, które w początkowej fazie zniszczyło większość samolotów alianckich, co pozwoliło na uzyskanie panowania w powietrzu nad twierdzą i swobodne operowanie niemieckich bombowców i samolotów obserwacyjnych. Dzięki temu ostrzał artyleryjski atakujących był w miarę dokładny. Jednak w maju na niebie nad Verdun pojawiły się francuskie eskadry pościgowe (fran. escadrilles de chase) z nowoczesnymi myśliwcami typu Nieuport. Utarczki powietrzne przerodziły się w bitwę lotniczą o niespotykanej dotychczas skali. Każda ze stron usiłowała zdobyć panowanie w powietrzu, aby bez przeszkód dokonywać zwiadu lotniczego i bombardować pozycje przeciwnika.

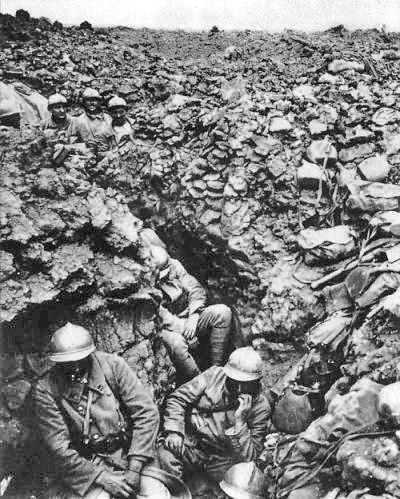
Francuzi w okopach pod Verdun, 1916

Bitwa pod Verdun zaczęła się 21 lutego 1916 z dziewięciodniowym opóźnieniem spowodowanym burzami śnieżnymi. Po 8-godzinnym ostrzale artyleryjskim do boju ruszyły tyraliery niemieckie, ale ku ich zaskoczeniu Francuzi zawzięcie utrzymywali się na swoich pozycjach, z których nie mogły ich wymieść nawet miotacze ognia. Jednak po pewnym czasie przewaga oddziałów niemieckich zaczęła być coraz bardziej widoczna i Francuzi utracili prawie wszystkie forty czołowe, łącznie z wielkim fortem Douaumont. Pomimo tego, dzięki alianckim posiłkom 28 lutego udało się zatrzymać postępy wojsk cesarskich.
Teraz Niemcy skupili swą uwagę na wzgórzu Le Mort Homme na północy, skąd operowała francuska artyleria. Po jednych z najbardziej zaciętych szturmów tej kampanii wzgórze zostało zdobyte w końcu maja. Po zmianie we francuskim sztabie generalnym Philippe Pétain – preferujący taktykę defensywną – zastąpił ofensywnie nastawionego Roberta Nivelle'a i zdecydował się na odbicie fortu Douaumont, jednak uderzenie to zostało odparte. Niemcy tymczasem osiągnęli następny sukces w postaci zdobycia fortu Vaux 7 czerwca i przy użyciu nowego gazu o nazwie fosgen zbliżyli się znacznie do ostatniego wzgórza przed Verdun. Jednak 23 czerwca ich siły się zatrzymały. W trakcie lata Francuzi rozwinęli nową taktykę przy ostrzale artyleryjskim, która polegała na stopniowym przedłużaniu pola ostrzału dając tym samym atakującym siłom osłonę ogniową, która przesuwała się do przodu wraz z przesuwaniem się nacierających żołnierzy. Dzięki temu aliantom udało się odzyskać fort Vaux i w końcu grudnia 1916 odepchnąć Niemców na ponad kilometr od fortu Douaumont.
Na wiosnę dowódcy alianccy stanęli przed poważnym problemem utrzymania Francuzów na swoich pozycjach. W celu dania odpoczynku oddziałom francuskim zaplanowano atak brytyjski, który miał zmniejszyć presję na francuski odcinek frontu, a także pomóc oddziałom rosyjskim, które także ponosiły duże straty na froncie wschodnim. 1 lipca Brytyjczycy przystąpili do natarcia nad Sommą (zob. bitwa nad Sommą), wspierani na prawym skrzydle przez pięć francuskich dywizji. Atak został poprzedzony 7-dniowym ciężkim bombardowaniem artyleryjskim. Doświadczone oddziały francuskie zdołały osiągnąć duże postępy, ale Brytyjczycy poważnie ucierpieli w wyniku własnego ognia osłonowego, który ani nie zniszczył drutów kolczastych ani niemieckich okopów.
Alianci wyciągnęli nauczkę ze starć pod Verdun i opracowali nowe typy samolotów, które miały operować na niebie nad Sommą. Ich ofensywa powietrzna osiągnęła duże sukcesy i zmusiła Niemców do reorganizacji swoich sił lotniczych. Od tego czasu w walkach brały udział duże formacje samolotów, a nie jak poprzednio pojedyncze maszyny.
Po przegrupowaniu sił, walki w rejonie Sommy toczyły się nadal w lipcu i sierpniu. Brytyjczycy osiągnęli pewne postępy mimo wzmocnienia linii niemieckich nowo przybyłymi oddziałami. W sierpniu alianci zmienili taktykę poprzez użycie małych grup uderzeniowych, które jednak nie były w stanie przełamać pozycji przeciwnika. W efekcie doszło do wzmocnienia odcinka frontu obsadzonego przez Brytyjczyków, co uważano za konieczne w celu przygotowania zmasowanego ostrzału artyleryjskiego i mającego nastąpić głównego ataku.

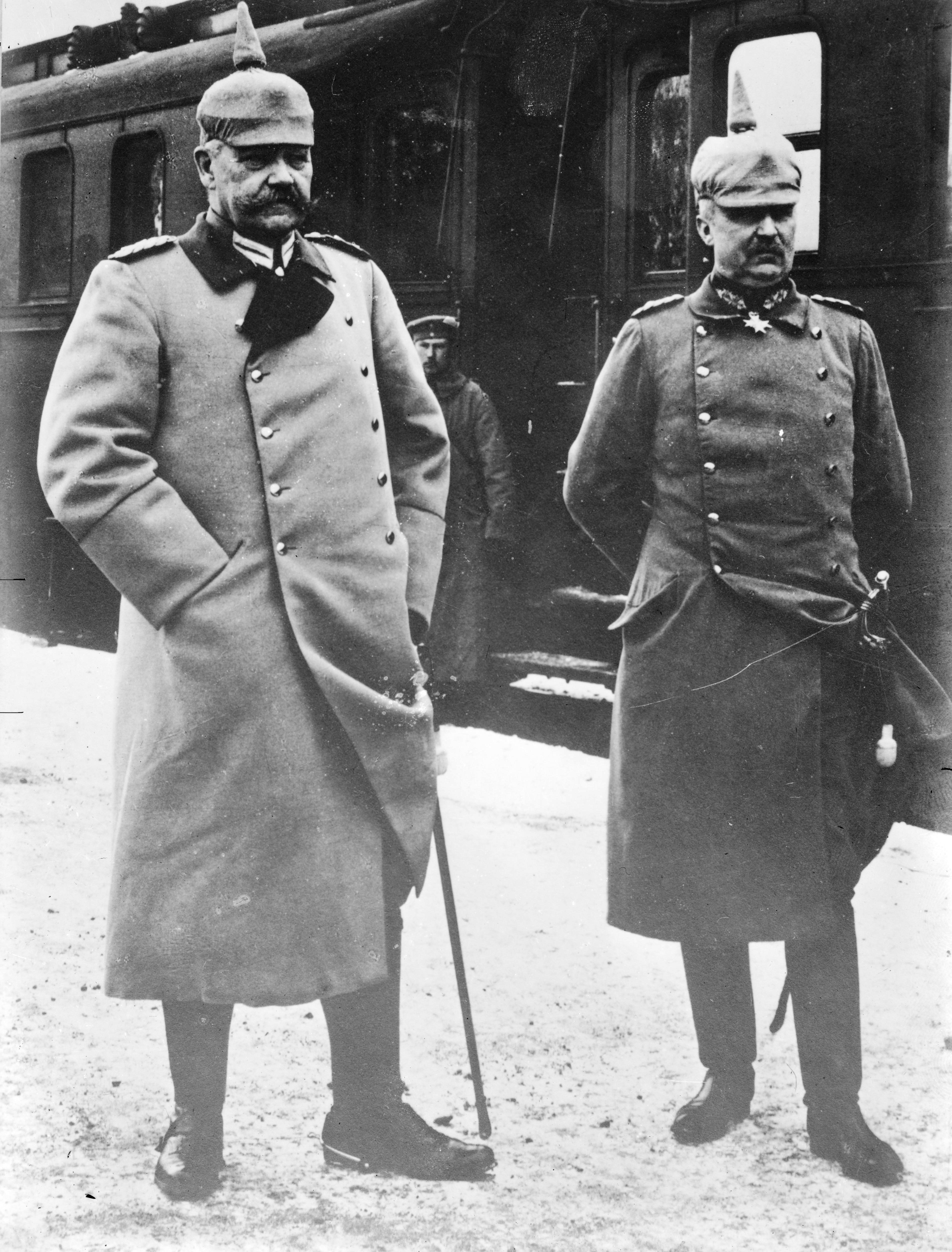
Paul von Hindenburg i Erich Ludendorff

Ostatnią faza bitwy nad Sommą była także pierwszym w historii epizodem, w którym użyte zostały czołgi. Alianci przygotowywali ofensywę, w której miała brać udział 13. dywizja Commonwealthu oraz 4. korpus francuski. Jej postępy były jednak niewielkie, także czołgi nie były w stanie zmienić sytuacji z uwagi na ich małą liczbę oraz częste psucie się na polu walki. Decydujące starcia nad Sommą miały miejsce w październiku i na początku listopada. Ich wynikiem były niewielkie przesunięcia linii frontu oraz ogromne straty po obu stronach (Alianci stracili 600 tys. ludzi, a Niemcy 460 tys.).
W sierpniu 1916 nastąpiła zmiana w dowództwie niemieckim, gdzie po rezygnacji Falkenhayna dowodzenie przejęli przybyli z frontu wschodniego Hindenburg i Ludendorff. Dwaj nowi dowódcy stwierdzili po przybyciu, że bitwy pod Verdun i nad Sommą znacząco uszczupliły potencjał ofensywny armii niemieckiej na całym froncie. Z tego też powodu zdecydowali o pozostaniu w strategicznej defensywie na zachodzie, natomiast pozostałe siły państw centralnych miały uderzać w innych miejscach.
W czasie trwania bitwy nad Sommą i podczas zimy Niemcy przystąpili do budowy nowych pozycji obronnych poza główną linią frontu, co zostało nazwane „Linią Hindenburga”. Miało to na celu skrócenie niemieckiego frontu i wydzielenie pewnej liczby żołnierzy do nowych zadań. Nowe fortyfikacje biegły od Arras do St. Quentin. Brytyjski zwiad lotniczy dostarczył pierwszych informacji o budowie linii Hindenburga w listopadzie 1916.

## Rok 1917 – przyłączenie się Stanów Zjednoczonych
Operacja polegająca na przejściu sił niemieckich na linię Hindenburga została nazwana operacją „Alberich”. Zaczęła się 9 lutego, a zakończyła 5 kwietnia 1917; pozostawiła za sobą całkowicie zniszczony obszar szybko zajęty przez aliantów. Cofnięto się na odległość sięgającą od 10 do 50 km od pierwotnej linii frontu. Ten krok armii niemieckiej sprawił, że nie mogło być już mowy o uderzeniu francuskim na występ Noyon, bowiem ten przestał istnieć. Jedynie Brytyjczycy kontynuowali swoje natarcie, bowiem brytyjskie dowództwo chciało wykorzystać straty zadane Niemcom podczas bitwy nad Sommą.
6 kwietnia Stany Zjednoczone wypowiedziały wojnę Niemcom. Po zatopieniu transatlantyku „Lusitania” w 1915, Niemcy wstrzymali swoją strategię nieograniczonej wojny podwodnej na Atlantyku właśnie z uwagi na to że mogłoby to spowodować wciągnięcie USA do wojny. Teraz, wraz z rosnącym niezadowoleniem niemieckiej opinii publicznej, w lutym 1917 sztab postanowił wznowić ataki na wszystkie statki zmierzające do portów alianckich. Myślano, że dzięki temu uda się zmusić Anglię do co najmniej 6-miesięcznej przerwy w wojnie, podczas gdy siły amerykańskie potrzebowałyby co najmniej roku na stanie się znaczącą siłą na froncie zachodnim. Początkowo okręty podwodne zbierały ogromne żniwo wśród statków handlowych, później jednak, ze względu na wprowadzenie przez aliantów systemu konwojowego, straty zostały wyraźnie zmniejszone.
W kwietniu 1917 oddziały brytyjskie i kolonialne przeprowadziły atak, który dał początek bitwie pod Arras. Pomimo sukcesów korpusu kanadyjskiego i 5. dywizji brytyjskiej, nie potrafiono wyzyskać tej okazji z powodu dużych strat poniesionych w starciach na południu.
W tym miesiącu generał Robert Nivelle rozkazał przeprowadzenie nowej ofensywy na Aisne. Ofensywa, w której brało udział 1,2 miliona żołnierzy, została poprzedzona tygodniowym ostrzałem artyleryjskim, ponadto wsparcie miały jej zapewnić czołgi. Jednak mimo tak dużych sił i środków zaangażowanych w uderzenie nie zdołało ono osiągnąć założonych celów, było to spowodowane głównie trudnym terenem, w którym przyszło działać oddziałom alianckim. Ponadto Niemcy uzyskali panowanie w powietrzu, co utrudniało samolotom francuskim i brytyjskim dokonywanie rekonesansu i wspomaganie tym samym działania artylerii. Z tego powodu baterie dział stawiały ogień zaporowy zbyt daleko od czoła natarcia. W ciągu zaledwie tygodnia poległo 100 tys. żołnierzy francuskich. Pomimo ciężkich strat Nivelle postanowił kontynuować ofensywę także w maju.
3 maja skrajnie wyczerpana 2. dywizja francuska (składająca się z weteranów spod Verdun) odmówiła wykonania rozkazu. Oficerowie nie wiedzieli jak ukarać żołnierzy za to nieposłuszeństwo i nie wyciągnięto żadnych konsekwencji. Wkrótce bunt armii francuskiej ogarnął także 54. dywizję, z której zdezerterowało kilka tysięcy ludzi. Zamiast stosowania kar zaapelowano do żołnierzy o patriotyczną postawę i wypełnienie obowiązków wobec ojczyzny, co wywarło pewien wpływ, bo buntownicy wrócili do okopów, ale odmówili udziału w ataku. Francuzi pozostawali odtąd cały rok w defensywie, a ciężar ataków przypadł na Brytyjczyków i ich wojska kolonialne.
W czasie zimy 1917 Niemcy zaczęli stosować nową taktykę w walce powietrznej (otwarto szkołę lotniczą w Valenciennes, wprowadzono także podwójne, zespolone karabiny maszynowe). Rezultatem były ogromne straty wśród maszyn alianckich, w szczególności brytyjskich, które były przestarzałe i miały słabo wyszkolonych pilotów. Nie powtórzyły się sukcesy znad Sommy, a Niemcy wychodzili zwycięsko z większości starć. W czasie ataku na Arras alianci stracili 316 maszyn w porównaniu do 114 niemieckich.
7 lipca Brytyjczycy dokonali kolejnej ofensywy na wzgórza Messines, na południe od Ieper, w celu odzyskania terenu utraconego w pierwszej bitwie pod Ieper w 1914. Od 1915 angielscy inżynierowie wykonywali podkopy i tunele pod umocnieniami. Następnie w tak wykonanych wykopach umieszczono 455 ton materiałów wybuchowych. Po czterodniowym bombardowaniu artyleryjskim odpalono ładunki w 19 miejscach; w wyniku wielkiej eksplozji śmierć poniosło 10 tys. żołnierzy niemieckich. Pomimo ponownego ostrzału artyleryjskiego, przeprowadzone następnie uderzenie nie zdołało wyprzeć wojsk cesarskich z ich linii. Ofensywa zatrzymała się w martwym punkcie ze względu na błotnisty teren (który uniemożliwiał transport) oraz ze względu na duże straty.
11 lipca 1917 Niemcy zastosowali nowy sposób walki z użyciem gazu, mianowicie pojemniki z chemikaliami były teraz wystrzeliwane przez artylerię. Nowa technika wymusiła na Niemcach wynalezienie bardziej szkodliwego gazu, do tego celu świetnie nadawał się gaz musztardowy, który już w małych ilościach powodował poważne obrażenia w postaci poparzeń. Artyleria umożliwiała koncentrację chemikaliów na niewielkim obszarze w ściśle wyznaczonych celach i była mniej zależna od kierunku wiatru. Ponadto nowy gaz mógł zalegać w tym samym miejscu nawet przez kilka dni, co miało poważne skutki demoralizujące u żołnierzy przeciwnika. Nowy gaz razem z fosgenem był używany na szeroką skalę przez obie strony konfliktu; alianci również zaczęli zwiększać produkcję gazu na potrzeby wojny chemicznej.
Od 25 czerwca do Francji zaczęły przybywać pierwsze oddziały amerykańskie, które zaczęto formować w Amerykański Korpus Ekspedycyjny. Jednak żołnierze nie brali udziału w walce aż do października, ponieważ potrzebne było ich przeszkolenie oraz wyposażenie. Jednak już sama obecność tych oddziałów podniosła morale aliantów.
W październiku doszło do ponownych starć w rejonie Ieper; rozpoczęła się bitwa pod Passchendaele. Kanadyjscy weterani walk o wzgórze Vimy oraz o wzgórze 70 odciążyli znajdujące się tam siły brytyjskie. Następnie 30 października zajęli wioskę Passchendaele pomimo ciężkich ulew, które utworzyły olbrzymie rozlewiska na polu bitwy. Mimo dużych strat postępy były niewielkie. Ziemia nasiąknięta wodą została jeszcze rozorana kraterami po wybuchach pocisków, co bardzo utrudniało komunikację i zaopatrzenie. Obie strony straciły w tej bitwie łącznie 0,5 miliona ludzi.
20 listopada Brytyjczycy dokonali pierwszego w tej wojnie ataku z użyciem bardzo dużej liczby czołgów (była to bitwa pod Cambrai). Do uderzenia przeznaczono 324 wozy oraz 12 dywizji piechoty przeciwko tylko dwóm dywizjom niemieckim. Aby uzyskać efekt zaskoczenia zrezygnowano z wcześniejszego przygotowania artyleryjskiego, postawiono jedynie zasłonę dymną. Na czołgach została umieszczona faszyna, która miała zostać użyta do zasypywania głębokich rowów wykopanych przez Niemców.
Jedynie 51. szkocka dywizja górska, nie zdołała osiągnąć swoich celów; reszta oddziałów poczyniła znaczne postępy. Brytyjskie siły wdarły się w pozycje nieprzyjaciela (w ciągu zaledwie 6 godzin) głębiej niż w czasie trzeciej bitwy pod Ieper w okresie 4 miesięcy i przy stratach zaledwie 4000 zabitych. Jednak szybka ofensywa sprawiła, że w liniach brytyjskich wytworzyło się wybrzuszenie, co natychmiast wykorzystali Niemcy i przeprowadzili 30 listopada kontrofensywę, która zepchnęła Brytyjczyków z powrotem na pozycje wyjściowe. Pomimo tego niepowodzenia atak uznano za udany, bo pokazał on możliwość przełamania umocnień złożonych z okopów przy użyciu czołgów. W bitwie tej po raz pierwszy Niemcy użyli do natarcia oddziałów specjalnych zwanych grupami szturmowymi.
W roku 1917 zaczęły też powstawać – i wchodzić do akcji – pierwsze jednostki polskie, które później (w 1919) zostały przerzucone transportem kolejowym z Francji przez Niemcy do Polski (jako tzw. Błękitna Armia pod dowództwem generała Hallera), wzięły udział w wojnie polsko-bolszewickiej roku 1920.

## Rok 1918 – ostatnia ofensywa
Po uznanej za udaną ofensywie alianckiej i spenetrowaniu obrony niemieckiej w rejonie Cambrai (bitwa pod Cambrai), Ludendorff jedyną szansę upatrywał w decydującym ataku na całym odcinku frontu zachodniego na wiosnę, zanim Amerykanie staną się znaczącą siłą. W międzyczasie 3 marca 1918 Niemcy podpisały z bolszewicką Rosją traktat pokojowy w Brześciu, w wyniku którego ta ostatnia ogłosiła jednostronne wycofanie z wojny. Miało to ogromne znaczenie, bo pozwalało przerzucić na zachód 44 dywizje niemieckie. Teraz alianci dysponowali 173 dywizjami przeciwko 192 niemieckim. Armia niemiecka z powodzeniem wdrożyła także nową taktykę walki, wypróbowaną na froncie wschodnim. Alianci cierpieli ponadto na problemy związane z brakiem jednolitego dowództwa, niskim morale w szeregach i niedostatkiem nowych żołnierzy.
Ludendorff zamierzał wykonać zmasowany atak na Brytyjczyków i oddzielić ich od wojsk francuskich oraz odciąć połączenie z portami morskimi na północy, skąd dochodziło amerykańskie zaopatrzenie. Ofensywa miała polegać na uderzaniu grup szturmowych, zmasowanym wykorzystaniu lotnictwa oraz na niespotykanym dotychczas ostrzale artyleryjskim, łącznie z użyciem gazów bojowych. Operacja, nazwana przez Niemców „Michael”, doprowadziła do odrzucenia Francuzów i Brytyjczyków daleko na zachód. Niemcy w ciągu zaledwie 8 dni przesunęli linię frontu o 100 kilometrów. Tym samym, po raz pierwszy od 1914, mieli możność bezpośredniego ostrzału Paryża.
Na skutek niepowodzeń alianci wreszcie zdecydowali się na utworzenie zunifikowanego dowództwa, na czele którego stanął marszałek Ferdinand Foch – będący od teraz naczelnym dowódcą sił sprzymierzonych na terenie Francji. Dzięki temu znacząco poprawiła się współpraca pomiędzy armią francuską, amerykańską i brytyjską.
Oddziały amerykańskie odniosły swoje pierwsze zwycięstwo pod Cantigny. W ciągu lata co miesiąc do Francji przybywało 300 tys. żołnierzy z USA i w końcu listopada armia amerykańska osiągnęła liczebność ponad 2 milionów. Zwiększająca się obecność Amerykanów na polach bitew w dużym stopniu pokrzyżowała niemiecką operację przegrupowania sił.
W lipcu Foch zapoczątkował ofensywę skierowaną przeciwko niemieckim pozycjom wysuniętym na linii rzeki Marny. Atak ten powiódł się i doprowadził do całkowitej likwidacji wybrzuszenia na linii frontu. Druga główna ofensywa miała miejsce dwa dni później i dotarła do Amiens na północy. Użyto tu potężnych sił, z 600 czołgami i 800 samolotami. Hindenburg nazwał dzień natarcia 8 sierpnia – „czarnym dniem w historii armii niemieckiej”. We wrześniu I Armia Amerykańska dowodzona przez gen. Pershinga dokonała uderzenia w sile 500 tys. ludzi, co dało początek bitwie pod Saint-Mihiel. Obok tej ofensywy wykonano także uderzenie na Meuse-Argonne. Dzięki tym dwóm operacjom odzyskano teren o łącznej powierzchni 500 km².
Armia niemiecka w ciągu 4 lat walk została poważnie osłabiona; występowały poważne braki w materiale wojennym. Ponadto społeczeństwo było już bardzo zmęczone przedłużającą się wojną. Ofensywa stu dni nie powiodła się, a po niej nastąpiła seria dotkliwych porażek. Nawet duże oddziały niemieckie zaczęły się poddawać, nie wykazując najmniejszej ochoty do walki. W momencie gdy alianci, przy dużych stratach własnych, przełamali obronę niemiecką, doszło do całkowitego rozpadu Cesarstwa Niemieckiego, ponadto ze stanowisk ustąpili dwaj główni dowódcy niemieccy – Paul von Hindenburg i Erich Ludendorff. Mimo to w dalszym ciągu toczyły się walki na froncie. Kres położyła im dopiero rewolucja w Niemczech, której efektem było powołanie nowego rządu w Berlinie, który szybko zawarł z aliantami zawieszenie broni (rozejm w Compiègne) 11 listopada 1918.